# Giulia Costa
Giulia Martins da Costa Simões (Rio de Janeiro, 25 de fevereiro de 2000) é uma atriz brasileira.

## Biografia
É filha da atriz Flávia Alessandra e do diretor Marcos Paulo.
Giulia optou por adotar o sobrenome Costa em sua carreira artística como uma homenagem à sua avó materna e ao seu padrasto, Otaviano Costa.

## Carreira artística
Desde pequena, Giulia demonstrou interesse pelo teatro, matriculando-se aos 8 anos no Teatro Tablado. Sua estreia nos palcos ocorreu em 2012, aos 12 anos, na peça O Rei Leão II - O Ciclo da Vida Continua, onde se preparou intensamente com aulas de canto para interpretar o papel da leoa Kiara. No ano seguinte, participou do elenco de Era Uma Vez - O Musical.
Em 2015, Giulia participou da 23.ª temporada de Malhação, da TV Globo.

## Vida pessoal
Ao longo de sua trajetória, também se envolveu em relacionamentos amorosos com os atores Brenno Leone e Eike Duarte.